# Anse-Rouge
Anse-Rouge (em crioulo haitiano:  Ans Wouj), é uma comuna do Haiti, situada no departamento de Artibonite e no arrondissement de Gros-Morne
De acordo com o censo de 2003, sua população total é de 32104 habitantes.